# 傍陽村
傍陽村（そえひむら）は、長野県小県郡にあった村。現在の上田市真田町傍陽にあたる。

## 概要
1878年（明治11年）の人口は741戸、3060人。公立小学校の金縄学校は実相院に置かれた。1881年（明治14年）の生徒数は男子224人、女子158人。三大陸横断飛行を成した飛行家の東善作が第二次大戦末に家族で疎開していたのがこの傍陽村であり、村内の小さな鉱山を所有していた。
- 金縄山実相院 - 725年（神亀2年）行基によって開かれ、毘邪王討伐に派遣された坂上田村麻呂も当地の馬頭観音に祈願したと伝わる。
- 誉田足玉神社 - 創建は857年（天安元年）とされる。正八幡宮と呼ばれていたが1864年（元治元年）誉田足玉神社に改称した。祭神は誉田別命、息長足姫命、玉依姫命の三柱。本殿は1828年（文政11年）の建築。
- 洗馬城跡 - 名勝・天然記念物に指定されている。松代道と洗馬道が交わる場所であり、戦国期には根小屋城と共に重要な城であったと考えられる。
- 信陽鉱山跡 - 様々な鉱石が採れる場所で、1937年（昭和12年）頃から露天掘りで蝋石の採掘が行われていた。

## 歴史
- 1874年（明治7年） - 上洗馬村・軽井沢村・曲尾村が合併して傍陽村となる。
- 1889年（明治22年）4月1日 - 町村制の施行により、傍陽村が単独で自治体を形成。
- 1958年（昭和33年）10月1日 - 長村・本原村と合併して真田町が発足。同日傍陽村廃止。

## 地理
- 山：大松山、保基谷岳、オコウ山、高遠山、鏡台山、鳩ヶ峯、大道山、大峯山、東太郎山
- 河川：傍陽川

## 交通

### 鉄道路線
- 上田丸子電鉄
  - 真田傍陽線
    - 曲尾駅 - 傍陽駅